# Villagalijo
Villagalijo – gmina w Hiszpanii, w prowincji Burgos, w Kastylii i León, o powierzchni 22,07 km². W 2011 roku gmina liczyła 68 mieszkańców.